# Paramasia
Paramasia is een geslacht van vliesvleugeligen uit de familie Encyrtidae. De wetenschappelijke naam van dit geslacht is voor het eerst geldig gepubliceerd in 1953 door Hoffer.

## Soorten
Het geslacht Paramasia is monotypisch en omvat slechts de volgende soort:
- Paramasia slovaca Hoffer, 1953